# Priechi
Priechi
o Preschi (in croato Prećski Školj o Preč) è un'isoletta disabitata a sud-est di Meleda, nel mare Adriatico, in Croazia. Amministrativamente appartiene al comune della città di Meleda, nella regione raguseo-narentana.

## Geografia
Priechi è situata sul lato meridionale della parte est di Meleda, 460 m circa ad ovest di punta Lunga (Dugi rat) e di porto Priechi (uvala Preč); l'isola ha una superficie di 0,038 km², lo sviluppo costiero di 0,81 km e l'altezza di 43,4 m.
Situato a ovest-nord-ovest di Priechi, a circa 460 m di distanza, si trova lo scoglio San Paolo che ha circa 50 m di diametro 42°41′56″N 17°40′58″E.

### Cartografia
- (HR) Mappa topografica della Croazia 1:25000, su preglednik.arkod.hr. URL consultato il 7 marzo 2017.
- G. Giani, Carta prospettiva delle Comuni censuarie della Dalmazia, foglio 11, 1839. Fondo Miscellanea cartografica catastale, Archivio di Stato di Trieste.
- Carta di cabottaggio del mare Adriatico, foglio XI, Milano, Istituto geografico militare, 1822-1824. URL consultato il 16 febbraio 2017 (archiviato dall'url originale il 13 aprile 2013).